# Détox ta maison, 7 jours pour tout ranger
 (juillet 2025).
Motif : manque de références qualitatives, TI.
- Archive Wikiwix
- Bing
- Cairn
- DuckDuckGo
- E. Universalis
- Gallica
- Google
- G. Books
- G. News
- G. Scholar
- Persée
- Qwant
- (zh) Baidu
- (ru) Yandex
- (wd) trouver des œuvres sur Wikidata

| 1. | Préciser le motif de la pose du bandeau. | Précisez le motif de la pose du bandeau en utilisant la syntaxe suivante : {{admissibilité à vérifier\|date=août 2025\|motif=remplacez ce texte par le motif}}                                                 |
| 2. | Informer les utilisateurs concernés.     | Pensez à avertir le créateur de l'article, par exemple, en insérant le code ci-dessous sur sa page de discussion : {{subst:avertissement admissibilité à vérifier\|Détox ta maison, 7 jours pour tout ranger}} |

 (août 2025).
Pour les articles homonymes, voir Detox.
Détox ta maison, 7 jours pour tout ranger est une émission de télévision française, diffusée depuis le 14 janvier 2023 sur TFX et TF1. Elle est présentée par Élodie Villemus. 
Les épisodes de la saison 1 sont diffusées sur la plateforme de streaming Prime Video. Également, les épisodes sont parfois rediffusés sur TF1 le samedi après-midi.
L'émission est adapté du format anglais Sort your life out.

## Principe
Pour certains, une incroyable accumulation d'affaires a fini par devenir invivable. Une équipe d'experts va aider ces familles à remettre de l'ordre dans leur maison et dans leur vie en sept jours. Ils verront toutes leurs affaires accumulées au fur et à mesure des années, dans un immense entrepôt.

## Participants

### L'équipe d'experts
|                               | Saison 1                            | Saison 2                            | Saison 3                               | Saison 4[réf. nécessaire]              |
| ----------------------------- | ----------------------------------- | ----------------------------------- | -------------------------------------- | -------------------------------------- |
| Présentatrice/Cheffe d’équipe | Élodie Villemus                     | Élodie Villemus                     | Élodie Villemus                        | Élodie Villemus                        |
| Experts bricolage             | Pierre-Henri Le-Defond alias « PH » | Pierre-Henri Le-Defond alias « PH » | Pierre-Henri Le-Defond alias « PH »    | Pierre-Henri Le-Defond alias « PH »    |
| Experts bricolage             | -                                   | -                                   | Matteo Menegaux                        | Matteo Menegaux                        |
| Expert(e)s ménage             | Yohann Dieul                        | Yohann Dieul                        | Souad Romero Garaoui alias « Sousou », | Souad Romero Garaoui alias « Sousou », |
| Expert(e)s rangement          | Johanna Labretonnière               | Johanna Labretonnière               | Fanny Levêque                          | Fanny Levêque                          |
| Expert(e)s rangement          | -                                   | -                                   | Morgane Compagnon                      | Morgane Compagnon                      |
| Expert(e)s rangement          | -                                   | -                                   | Camille Hecker,                        | Tina[réf. nécessaire]                  |
| Invités                       | -                                   | -                                   | Valérie Damidot et Chris Marques       |                                        |

## Diffusion

### Saison 1 (2023)
La première saison a été diffusée du 14 janvier 2023 sur TF1 au 18 janvier 2023 sur TF1 et TFX. Elle est composée de trois épisodes, ils ont été diffusés sur Prime Video, 2 semaines avant leurs diffusion à la télévision.
1. Samantha, Dan, Joshua, Ron et Elon, diffusé le 14 janvier 2023.
2. Camille, Johann, Côme et Andy, diffusé le 18 janvier 2023.
3. Sandra, Jérôme, Mélia et Milan, ?

### Saison 2 (2023-2024)
La deuxième saison a été diffusée le 2 septembre 2023 sur TF1 puis sur TFX du 6 septembre 2023 au 17 janvier 2024. Elle est composée de sept épisodes.
1. Christelle, Evan et Jade, diffusé le 2 septembre 2023.
2. Camille, Thibault, Clara et Chloé, diffusé le 6 septembre 2023.
3. Mathilde, Sébastien, Garel et Embrun, diffusé le 13 septembre 2023.
4. Cathy, Emmanuel et Luis diffusé le 20 septembre 2023.
5. Sandra, Illona et Hugo diffusé le 10 janvier 2024.
6. Anna, Daniel, Aurélie et Charles diffusé le 17 janvier 2024.
7. Sophie, Zoé et Luke, ?

### Saison 3 (2024-2025)
La troisième saison a été diffusée du 30 octobre 2024 au 26 mars 2025 sur TFX. Elle est composée de sept épisodes.
1. Sophie et Emmanuel, diffusé le 30 octobre 2024
2. Emili, Willy Noémie et Anaïs, diffusé le 6 novembre 2024.
3. Sosia, Romuald, Keemany et Kelya, diffusé le 13 novembre 2024.
4. Alexandra, diffusé le 20 novembre 2024.
5. Brigitte, diffusé le 26 février 2025.
6. Guila et Lionel, diffusé le 5 mars 2025.
7. Jean-David, Adam et Clara, diffusé le 26 mars 2025.

### Saison 4 (2025)
La quatrième saison débute à partir du 3 septembre 2025[réf. nécessaire]

### Épisode spécial (depuis 2024)
1. Julie, Thibaud, Basile, Cerise et Lucien, diffusé le 23 octobre 2024 (épisode spécial avec Valérie Damidot).

## Audiences
| Épisodes | Diffusion (sur TFX) | Téléspectateurs | PDM  | Réf      |
| -------- | ------------------- | --------------- | ---- | -------- |
| 1        | 18 janvier 2023     | 483 000         | 2,4% | [ a 1 ]  |
| 2        | 6 septembre 2023    | 290 000         | 1.6% | [ a 2 ]  |
| 3        | 13 septembre 2023   | 383 000         | 1.6% | [ a 3 ]  |
| 4        | 20 septembre 2023   | 337 000         | 1,7% | [ a 4 ]  |
| 5        | 10 janvier 2024     | 346 000         | 1,8% | [ a 5 ]  |
| 6        | 17 janvier 2024     | 388 000         | 2%   | [ a 6 ]  |
| Spécial  | 23 octobre 2024     | 293 000         | 1,6% | [ a 7 ]  |
| 7        | 30 octobre 2024     | 390 000         | 2,1% | [ a 8 ]  |
| 8        | 6 novembre 2024     | 377 000         | 2,1% | [ a 9 ]  |
| 9        | 13 novembre 2024    | 418 000         | 2,3% | [ a 10 ] |
| 10       | 20 novembre 2024    | 383 000         | 2%   | [ a 11 ] |
| 11       | 25 février 2025     | 383 000         | 2%   | [ a 12 ] |
| 12       | 5 mars 2025         | 589 000         | 3,2% | ,        |
| 13       | 26 mars 2025        | 422 000         | 2,5% | [ a 15 ] |

- Plus hauts chiffres d'audiences
- Plus bas chiffres d'audiences